# 小松晃
小松 晃（こまつ あきら、1962年4月3日 - ）は、秋田県由利町（現：由利本荘市）出身の元サッカー選手、サッカー指導者。S級コーチングライセンス保持者。

## 来歴
TDKサッカー部（現：ブラウブリッツ秋田）元監督の小松勉は弟に当たる。
1981年1月、秋田県立西目農業高校（現：秋田県立西目高校）3年時の第59回全国高等学校サッカー選手権大会で、キックオフ直後にセンターサークル付近から相手ゴール目掛けてロングシュートを蹴り込み、50メートル弾を決めた。同月に現役高校生ながら当時の日本代表監督の川渕三郎に招集され、1月30日のポーランド選抜戦でデビュー。国際Bマッチ1試合に出場。JFAによるナショナルトレセン制度を経験した初の代表選手となった。
高校卒業後はヤンマーディーゼルサッカー部（現：セレッソ大阪）に入社。同期のFW草木克洋や太宰義一とともに「ポスト釜本」の座を争った。1990年からは京都紫光サッカークラブ（現：京都サンガF.C.）でもプレー。
1992年に引退後は指導者に転じ、京都、ヴィッセル神戸などで育成年代の指導にあたる。2006年6月、神戸から派遣されて神戸学院大学のサッカー部監督に就任。しかし、2011年10月20日付けの報道によると同部の部員に対し暴力を振るったとして9月30日付で監督を解任されたことが明らかとなった。
2013年、ヤンマー時代の先輩の安達貞至がアドバイザーを務める明徳義塾中学の監督に就任。翌2014年より同義塾高校監督へ鞍替えしている。

## 所属クラブ
- 1978年 - 1980年 西目農業高校
- 1981年 - 1990年 ヤンマーディーゼル
- 1990年 - 1992年 京都紫光クラブ

## 個人成績
| 国内大会個人成績 | 国内大会個人成績 | 国内大会個人成績 | 国内大会個人成績 | 国内大会個人成績 | 国内大会個人成績 | 国内大会個人成績 | 国内大会個人成績     | 国内大会個人成績 | 国内大会個人成績 | 国内大会個人成績 | 国内大会個人成績 |
| 年度             | クラブ           | 背番号           | リーグ           | リーグ戦         | リーグ戦         | リーグ杯         | リーグ杯             | オープン杯       | オープン杯       | 期間通算         | 期間通算         |
| 年度             | クラブ           | 背番号           | リーグ           | 出場             | 得点             | 出場             | 得点                 | 出場             | 得点             | 出場             | 得点             |
| 日本             | 日本             | 日本             | 日本             | リーグ戦         | リーグ戦         | JSL杯            | JSL杯                | 天皇杯           | 天皇杯           | 期間通算         | 期間通算         |
| ---------------- | ---------------- | ---------------- | ---------------- | ---------------- | ---------------- | ---------------- | -------------------- | ---------------- | ---------------- | ---------------- | ---------------- |
| 1981             | ヤンマー         | 18               | JSL1部           | 0                | 0                | 1                | 0                    | 0                | 0                | 1                | 0                |
| 1982             | ヤンマー         | 18               | JSL1部           | 1                | 0                | 1                | 0                    | 1                | 0                | 3                | 0                |
| 1983             | ヤンマー         | 18               | JSL1部           | 5                | 0                | 0                | 0                    | 0                | 0                | 5                | 0                |
| 1984             | ヤンマー         | 18               | JSL1部           | 3                | 0                | 2                | 0                    | 0                | 0                | 5                | 0                |
| 1985             | ヤンマー         | 18               | JSL1部           | 15               | 6                | 2                | 0                    | 2                | 1                | 19               | 7                |
| 1986-87          | ヤンマー         | 9                | JSL1部           | 16               | 5                | 2                | 0                    | 1                | 0                | 19               | 5                |
| 1987-88          | ヤンマー         | 9                | JSL1部           | 8                | 0                | 2                | 2                    | 1                | 0                | 11               | 2                |
| 1988-89          | ヤンマー         | 9                | JSL1部           | 9                | 0                | 1                | 0                    |                  | 0                |                  | 0                |
| 1989-90          | ヤンマー         | 9                | JSL1部           | 0                | 0                | 0                | 0                    | 0                | 0                | 0                | 0                |
| 1990-91          | 京都紫光         |                  | JSL2部           | 10               | 3                | 0                | 0                    |                  |                  |                  |                  |
| 1991-92          | 京都紫光         | 10               | JSL2部           | 18               | 3                | 1                | 0                    |                  |                  |                  |                  |
| 通算             | 日本             | 日本             | JSL1部           | 58               | 11               | 11               | 2\|\|\|\|1\|\|\|\|14 |                  |                  |                  |                  |
| 通算             | 日本             | 日本             | JSL2部           | 28               | 6                | 1                | 0\|\|\|\|\|\|\|\|    |                  |                  |                  |                  |
| 総通算           | 総通算           | 総通算           | 総通算           | 86               | 17               | 12               | 2\|\|\|\|\|\|\|\|    |                  |                  |                  |                  |

・JSL東西対抗戦　2回出場（1981年、1982年）

## 指導歴
- 京都パープルサンガ：コーチ
- 京都パープルサンガ：サテライト監督
- 京都パープルサンガ：育成部コーチ
- 京都紫光クラブ：ジュニアユース監督
- 洛南高校：コーチ
- ヴィッセル神戸：ユースコーチ
- 神戸学院大学：監督 2006-2011.10
- 枚方フットボールクラブカンテラ（U-18）監督　2012.4 -
- 明徳義塾中学校・高等学校：監督